# Эскадренные миноносцы типа «Минэгумо»
Эскадренные миноносцы типа «Минэгумо» (яп. みねぐも型護衛艦 Минэгумо-ката-гоэйкан) — серия японских эскадренных миноносцев. Построено 3 единицы в 1960-х годах. Унаследовали названия от эсминцев времён Второй Мировой Войны типов «Фубуки» и «Асасио».
Представляли собой вариант противолодочных эсминцев типа «Ямагумо» с ангаром для 2 противолодочных БПЛА DASH на месте ПЛРК ASROC. В силу малоудачности БПЛА DASH и снятии их с вооружения Морских сил самообороны в 1977 году в 1978—1982 годах корабли прошли перевооружение. За опустевшим ангаром была установлена пусковая установка Mk.16 (8 ПЛУР RUR-5 ASROC), кормовая артустановка Mk.33 заменена на 76-мм OTO Melara, добавлена буксируемая ГАС SQS-35(J) VDS.
С 1995 года эсминцы этого типа начали переводить в состав учебных, окончательно все они были списаны к 2000 году.

## Представители
| Название                                           | Бортовой номер | Место постройки          | Закладка        | Спуск на воду   | Вступление в строй | Выведение из состава флота                                               |
| -------------------------------------------------- | -------------- | ------------------------ | --------------- | --------------- | ------------------ | ------------------------------------------------------------------------ |
| Минэгумо (яп. みねぐも «Облако на горной вершине») | DD116          | Верфь «Мицуи», Тамано    | 14 марта 1967   | 16 декабря 1967 | 21 августа 1968    | Учебный корабль (б/н TV-3508) с 1 августа 1995 года, списан в 1999 году. |
| Нацугумо (яп. なつぐも «Летнее облако»)            | DD117          | Верфь «Урага», Йокосука  | 26 июня 1967    | 25 июля 1968    | 25 апреля 1969     | Учебный корабль (б/н TV-3509) с 1 августа 1995 года, списан в 1999 году. |
| Муракумо (яп. むらくも «Гряда облаков»)            | DD118          | Верфь «Хитачи», Майдзуру | 19 октября 1968 | 15 ноября 1969  | 21 августа 1970    | Учебный корабль (б/н TV-3511) с 13 марта 1998 года, списан в 2000 году.  |